# Oxigenación ambiental
La oxigenación ambiental puede ser importante para la sostenibilidad de un ecosistema en particular. La insuficiencia de oxígeno (hipoxia ambiental) puede ocurrir en cuerpos de agua como estanques y ríos, tendiendo a suprimir la presencia de organismos aeróbicos como los peces. La desoxigenación aumenta la población relativa de organismos anaeróbicos como las plantas y algunas bacterias, lo que provoca la muerte de peces y otros eventos adversos. El efecto neto es alterar el equilibrio de la naturaleza aumentando la concentración de especies anaeróbicas sobre las aeróbicas.
La oxigenación por aireación de agua puede ser parte de la remediación ambiental de una masa de agua normalmente estancada. Por ejemplo, Bubbly Creek en Chicago, Illinois, era hipóxico (deficiente en oxígeno) debido a su uso como alcantarilla abierta por la industria de empaque de carne de Chicago, pero ha sido oxigenado al introducir aire comprimido en sus aguas, aumentando la población de peces. Una técnica similar se ha utilizado anteriormente en el Támesis.[cita requerida]

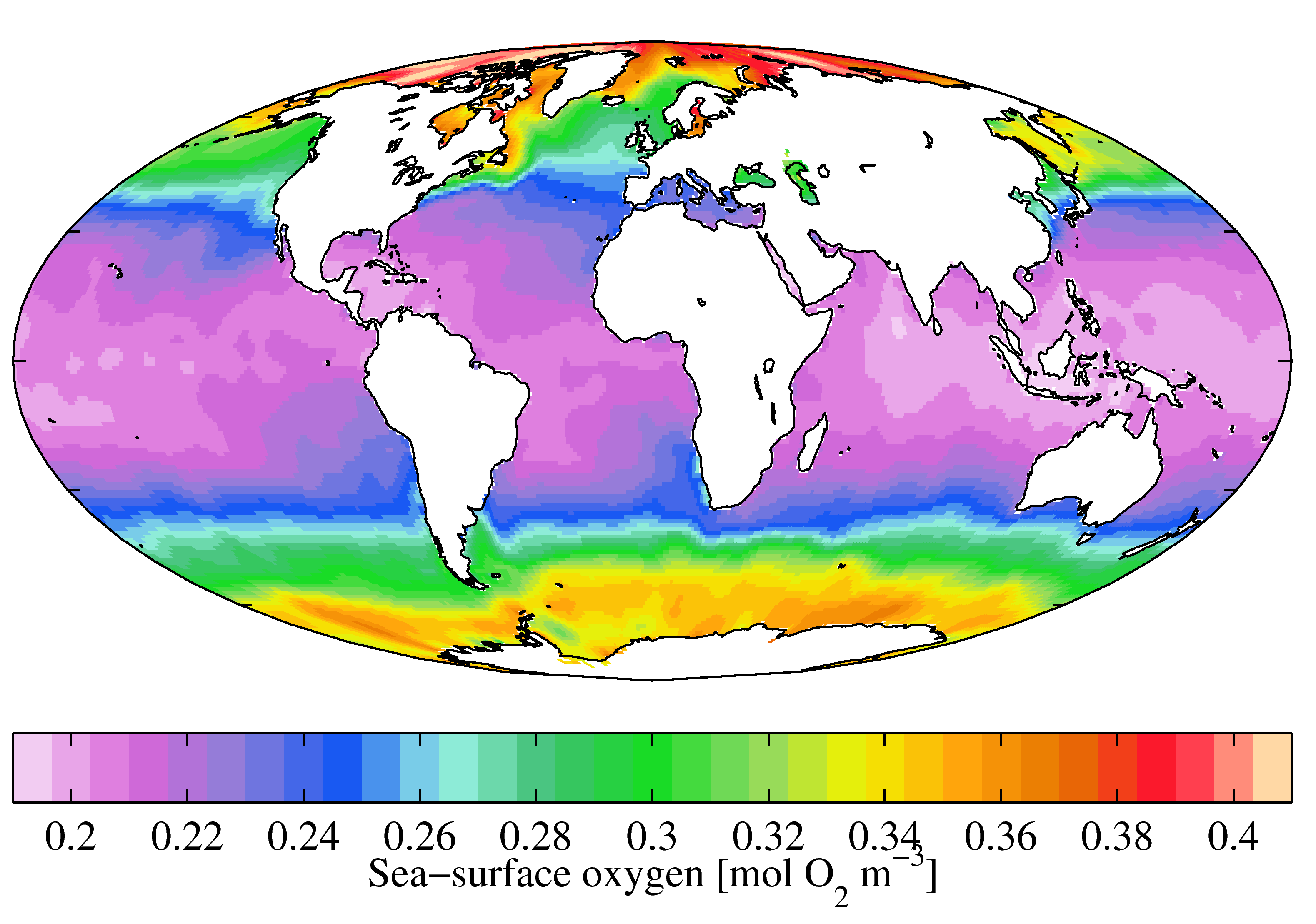
Promedio anual de oxígeno disuelto en la superficie del mar para los océanos del mundo. Datos del World Ocean Atlas 2009.

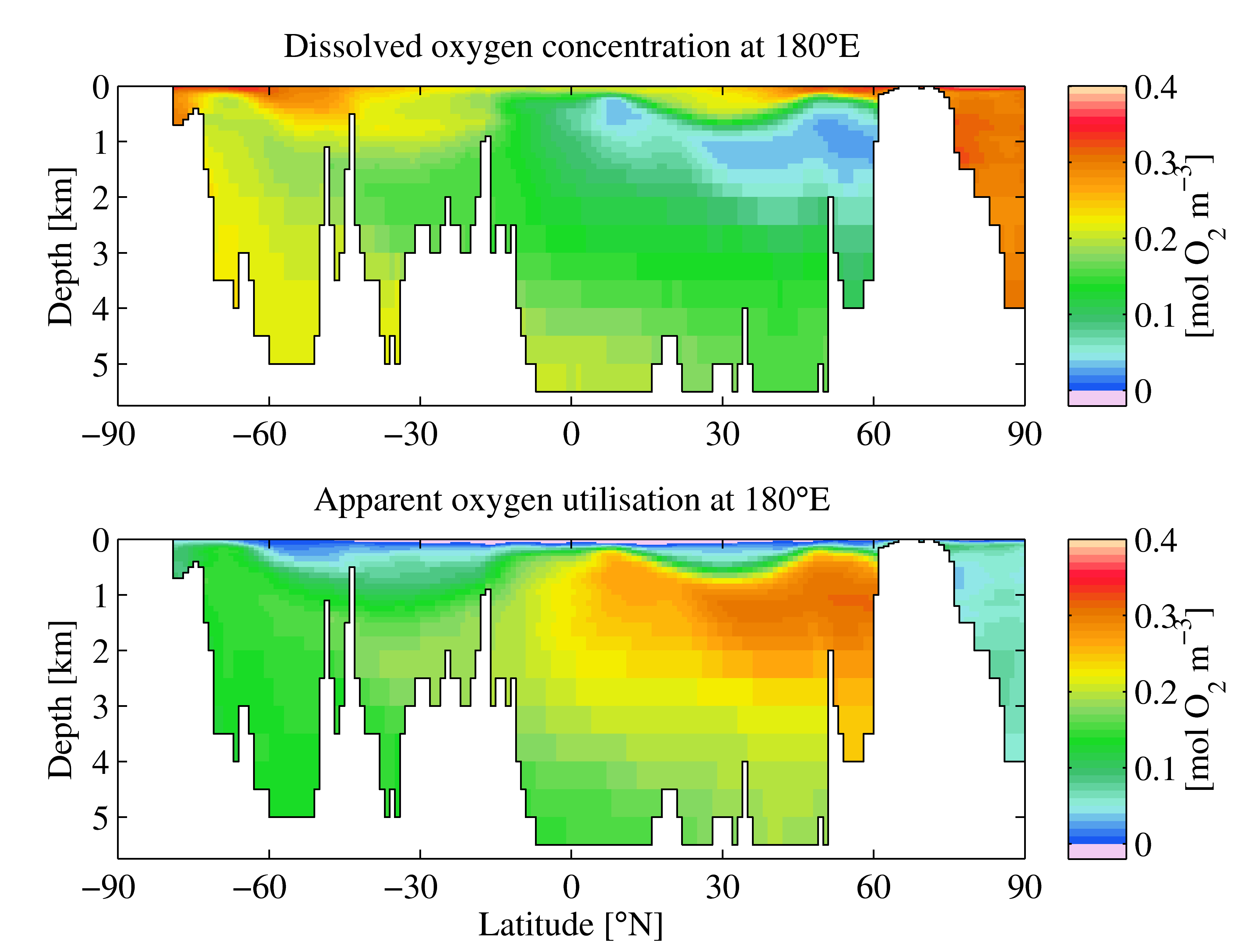
Secciones del Océano Pacífico de oxígeno disuelto y utilización aparente de oxígeno. Datos del World Ocean Atlas 2009.

El oxígeno disuelto (DO) se mide en unidades de solución estándar tales como mililitros de O2 por litro (mL/L), milimoles de O2 por litro (mmol/L), miligramos de O2 por litro (mg/L) y moles de O2 por metro cúbico (mol/m³). Por ejemplo, en agua dulce bajo presión atmosférica a 20 °C, la saturación de O2 es de 9.1 mg/L.
En ambientes acuáticos, la saturación de oxígeno es una medida relativa de la cantidad de oxígeno (O2) disuelto en el agua en comparación con las condiciones de equilibrio.
La sobresaturación de oxígeno (es decir, niveles de saturación superiores al 100%) puede ocurrir naturalmente. La causa más común es la producción de oxígeno por especies fotosintéticamente activas como plantas y algas. Según la ley de Henry, la concentración de oxígeno de equilibrio es proporcional a la presión parcial del gas de oxígeno. Como el aire contiene aproximadamente 21% de oxígeno, la concentración de equilibrio del gas de oxígeno puro corresponde a casi 500% de saturación del aire. La otra razón es que la concentración de oxígeno puede ser lenta para ajustarse a los cambios en el ambiente. Un rápido aumento de la temperatura puede reducir la concentración de equilibrio de oxígeno a un valor inferior a la concentración real en el agua, dando lugar a una saturación superior al 100% hasta que el sistema haya tenido tiempo de equilibrarse a través de la difusión. La sobresaturación a veces puede ser perjudicial para los organismos y causar la enfermedad de descompresión.
Las tablas de solubilidad (basadas en la temperatura) y las correcciones para diferentes salinidades y presiones se pueden encontrar en el sitio web del USGS. Tablas como las de DO en mililitros por litro (mL/L) se basan en ecuaciones empíricas que han sido elaboradas y probadas:
ln(DO) = A1 + A2*100/T + A3*ln(T/100) + A4*T/100 + S*[B1 + B2*T/100 + B3*(T/100)2]

donde ln es el símbolo del logaritmo natural y los coeficientes toman los siguientes valores:
| A1 | = | −173.4292            | B1 | = | −0.033096        |
| A2 | = | 249.6339             | B2 | = | 0.014259         |
| A3 | = | 143.3483             | B3 | = | −0.001700        |
| A4 | = | −21.8492             |    |   |                  |
| T  | = | temperatura (kelvin) | S  | = | salinidad (g/kg) |

Para convertir el DO calculado anteriormente de mL/L a mg/L, multiplique la respuesta por (P/T)*0.55130, P=mmHg, T=Kelvin

## Medición
Los niveles de oxígeno disuelto (DO) se miden típicamente utilizando un equipo de "oxígeno disuelto resistente" (RDO) que mide la capacidad de enfriamiento por luminiscencia de una muestra. El aumento de los niveles de oxígeno se traduce en un aumento del enfriamiento, que está bien caracterizado y permite realizar mediciones precisas con una sonda que requiere un mantenimiento mínimo. Antes del desarrollo de la tecnología RDO, se utilizaba la tecnología redox de membrana, que medía los niveles de oxígeno utilizando un electrodo Clark. Los equipos electroquímicos requieren un mantenimiento considerable para eliminar las incrustaciones y prevenir la degradación de la membrana. Los métodos de redox también pueden mostrar cierta sensibilidad cruzada a otros gases, tales como H2S.
Para muestras pequeñas o de baja concentración (menos de 2 ppm), el equipo RDO es significativamente mejor ya que no consume oxígeno en la muestra (y por lo tanto no requiere agitación) o tiene dificultades para medir niveles cero.
Los métodos de química húmeda, como la prueba Winkler de oxígeno disuelto, también se pueden utilizar para la medición de oxígeno disuelto, pero al igual que todas las mediciones de química húmeda, requieren de un técnico cualificado para obtener resultados precisos.